# Паго Веяно
Па̀го Вея̀но (на италиански: Pago Veiano; на неаполитански: Pao, Пао) е малко градче и община в Южна Италия, провинция Беневенто, регион Кампания. Разположено е на 485 m надморска височина. Населението на общината е 2567 души (към 2010 г.).